# Hacı Mehmet Zorlu
Hacı Mehmet Zorlu (1919 v Babadag, Denizli – 7. května 2005 v Istanbulu) byl turecký podnikatel a zakladatel skupiny Zorlu Holding.
V roce 1953 založil společnost ve svém rodném městě Babadag nedaleko Denizli. Až do roku 1961 vedl firmu a poté ji předal svým dvěma synům Ahmetovi Nazifovi a Zekimu.
Hacı Mehmet si vzal v roce 1938 Saide Katranci. Z manželství se narodily tři děti, dva synové a dcera Müzeyyen.